# Kapala Györgyi
Kapala Györgyi magyar képzőművész, grafikus és illusztrátor. Művészete a vizuális kommunikáció határait vizsgálja, grafikától a textilművészetig terjedően. Munkáiban gyakran alkalmaz vegyes technikát, különös figyelemmel a tipográfiára, a hagyományos kézműves eljárásokra és a digitális eszközök ötvözésére.

## Tanulmányok
1990-ben érettségizett a budapesti Képző- és Iparművészeti Szakközépiskola játék- és grafika szakán, majd 2000-ben diplomát szerzett a Magyar Képzőművészeti Egyetem tervezőgrafika szakán.

## Szakmai tapasztalat
2001-ben Arany- és Bronzpenge díjakat nyert sajtóreklám, valamint Aranypenge díjat reklámfilm kategóriában. 2006–2007-ben óraadóként tanított a Moholy-Nagy Művészeti Egyetemen, 2008 és 2018 között pedig a Budapest AdSchool oktatója volt.

## Művészeti tevékenység
2025-ben a Ladó Galériában megrendezett Urban Mandala című kiállítása gobelineken keresztül reflektált a technológiai fejlődés és az információhordozók változásaira.

### Könyvillusztrációk
Illusztrátorként a Scolar Kiadó gondozásában újrakiadott Benedek Elek-mesekönyvek (Arany, Ezüst, Kék, Piros mesekönyv) vizuális világát ő készítette.

### Művészeti projektek
Saját weboldalán dokumentálja munkásságát, köztük a következő projekteket: Retina Project, Outside Inside, Champagne Dogs, Urban Mandala.

## Sajtómegjelenések és kiállítási visszhang

### Urban Mandala (2025)
- Az állandótlanság állandósága, Országút Az állandótlanság állandósága. Országút, 2025. április 25. (Hozzáférés: 2025. július 22.)
- Tér, test, textil a valóságban, Kultúrkalandor Tér, test, textil a valóságban. Kultúrkalandor. (Hozzáférés: 2025. július 22.)
- Múlónak látszó állandótlanság, Élet és Irodalom Múlónak látszó állandótlanság. Élet és Irodalom, 2025. április 26. (Hozzáférés: 2025. július 22.)

### VIII. Nemzetközi Textilművészeti Triennálé (2024)
- A határtalan textilművészet, Magyar Iparművészet A határtalan textilművészet. Magyar Iparművészet, 2024. június 13. (Hozzáférés: 2025. július 22.)
- Katalóguslap a Triennálé katalógusából Katalógus – Textilművészeti Triennálé 2024. Heyzine. (Hozzáférés: 2025. július 22.)

### Korábbi kiállítások
- Mesék és mandalák világa – Szécsény, Forgách-kastély, 2017

```
 
Videófelvétel a kiállításról
 
Mesék és mandalák világa
.
 
YouTube, 2017
 
(Hozzáférés: 2025. július 22.)
```

### Iparművészeti Múzeum (2009)
- Ahogy a varrócérna kerüli a gombot – Floppy Ahogy a varrócérna kerüli a gombot. Artmagazin, 2009. (Hozzáférés: 2025. július 22.)

### Pezsgőkutyák-projekt
- Kapala Györgyi portréja, kultura.hu Kapala Györgyi portréja. Kultura.hu. (Hozzáférés: 2025. július 22.)
- Pezsgőkutyák – kiállítási oldal, exindex.hu Pezsgőkutyák. Exindex.hu. (Hozzáférés: 2025. július 22.)

### Aranymesekönyv
- Karácsonyi könyvek a legkisebb olvasóknak, VJM Karácsonyi könyvek a legkisebb olvasóknak. VJM.hu. (Hozzáférés: 2025. július 22.)